# 圭多三世
斯波萊托的圭多三世（義大利語：Guido III di Spoleto；855年—894年12月12日）是義大利國王和羅馬人的皇帝（891年至894年在位）。
圭多三世是斯波萊托公爵圭多一世的次子，後者是丕平·卡洛曼的外孫。876年，胖子查理指派圭多與哥哥蘭貝托一世陪同教宗若望八世去解除倫巴底各邦國與撒拉森人的盟約。
882年，圭多因支持姪子圭多二世對教宗國的入侵，與胖子查理交惡。887年查理被推翻後，圭多一度被蘭斯大主教福爾克加冕為西法蘭克國王，但由於他的對手厄德已於巴黎被立為國王，最後圭多回到了義大利。
889年，圭多被教宗斯德望五世加冕為義大利國王，兩年後被加冕為羅馬人的皇帝。然而，斯德望五世在當年去世，繼任的教宗福慕與東法蘭克國王阿努爾夫結盟，試圖推翻圭多。894年，圭多被阿努爾夫的軍隊打敗，在撤退至塔拉河時突然去世，由兒子蘭貝托繼位為羅馬人的皇帝與義大利國王。
| 圭多圭多王朝逝世於：894年12月12日      | 圭多圭多王朝逝世於：894年12月12日                           | 圭多圭多王朝逝世於：894年12月12日 |
| -------------------------------------- | ----------------------------------------------------------- | --------------------------------- |
| 前任者： 贝伦加尔一世 為無人反對的國王 | 有爭議 義大利國王 889年–894年 與贝伦加尔一世爭位            | 繼任者： 蘭貝托（二世）           |
| 空缺上一位持有相同頭銜者：查理三世     | 神聖羅馬皇帝 891年–894年                                    | 繼任者： 蘭貝托（二世）           |
| 前任者： 圭多二世                      | 斯波萊托公爵 883年–894年                                    | 繼任者： 蘭貝托（二世）           |
| 前任者： 蘭貝托（一世）                | 卡梅里諾藩侯 880年–894年 與圭多二世同時在任 （880年–894年） | 繼任者： 蘭貝托（二世）           |